# Überhamm
Überhamm ist ein Ortsteil der Gemeinde Worpswede im niedersächsischen Landkreis Osterholz.

## Geografie und Verkehrsanbindung
Überhamm liegt nördlich des Kernortes Worpswede und westlich der Landesstraße L 165.
Westlich des Ortes fließt die Hamme, ein Quellfluss der Lesum.

### Naturschutzgebiete
Westlich des Ortes und westlich der Hamme liegen fünf Naturschutzgebiete:
- Torfkanal und Randmoore (196,6 ha)
- Moor bei Niedersandhausen (254 ha)
- Wiesen und Weiden nordöstlich des Breiten Wassers (153 ha)
- Pennigbütteler Moor (185 ha)
- Breites Wasser (203,0 ha)

## Geschichte
Überhamm wurde 1720 bei der Gründung der Schulgemeinde erwähnt, als einer der ersten drei Moorkolonien im ehemaligen Amte Ottersberg. Seit  1874 war Überhamm Sitz des Standesamtes für den Bezirk Heudorf, Hüttendorf, Fünfhausen, Hüttenbusch, Neu St. Jürgen, Mevenstedt, Winkelmoor und Überhamm. 1974 wurde der Ort nach Worpswede eingegliedert.
1891 wohnten 288 Einwohner im Ort und 2021 waren es 340.

## Gebäude
- Hofanlage Zu den Höfen 7 von 1852 in Fachwerk